# Metroliner

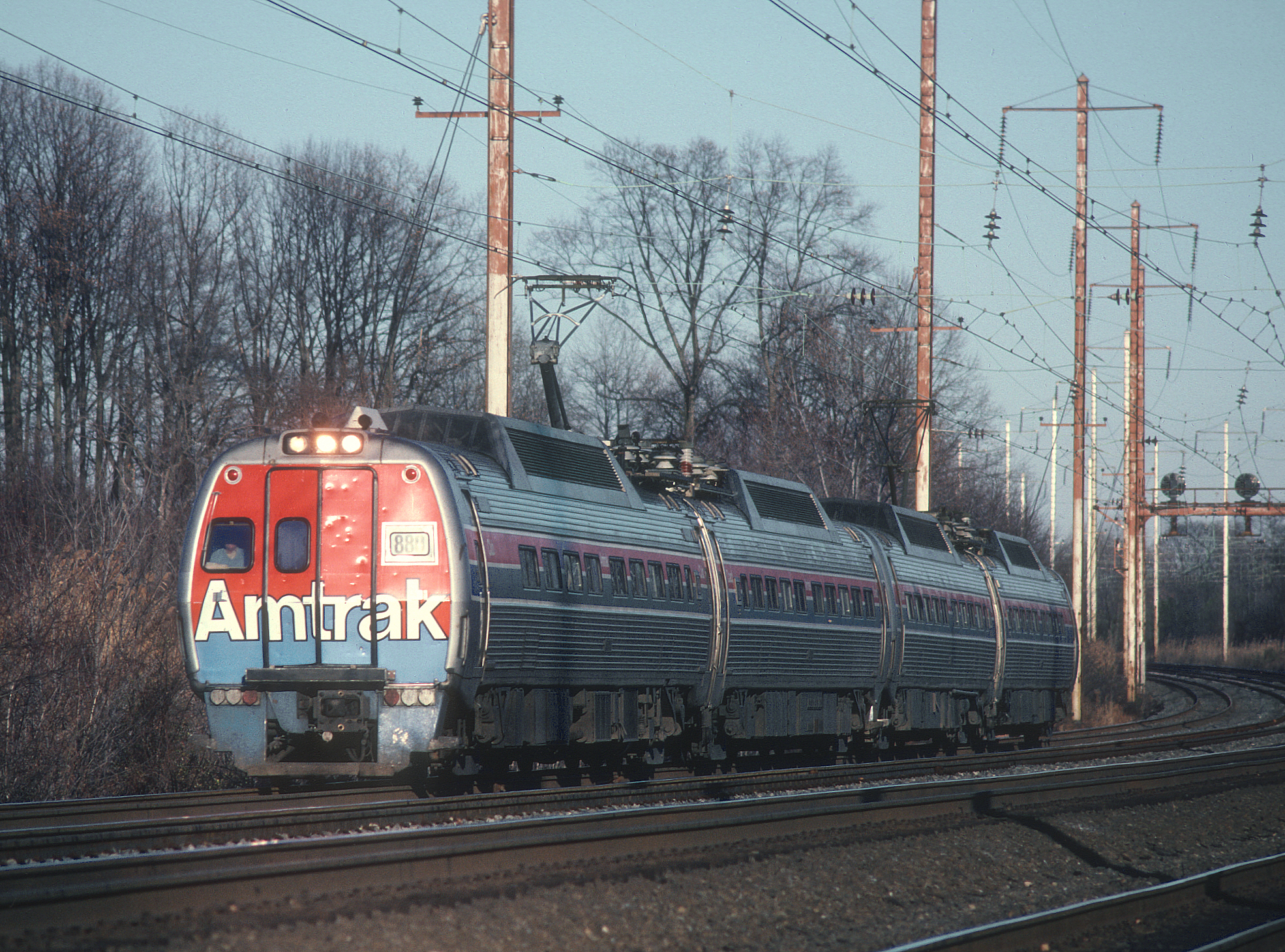
Поезд Metroliner в городе Буи (Мэриленд) (Мэриленд), 1980 год

Metroliners – высокоскоростные поезда , которые курсировали  в США с 1969 по 2006 год, между Вашингтоном и Нью-Йорком. 
Сначала ими управляла компания Penn Central Transportation (преемница Пенсильванской железной дороги, которая первоначально заказала оборудование), а затем компанией Amtrak в течение 35 лет.
Первоначально служба работала на Budd Metroliners, электропоездах с автономным приводом, предназначенных для высокоскоростных перевозок. Они оказались ненадежными и в 1980-х годах были заменены поездами с локомотивной тягой. 
Самые быстрые поездки между Пенсильванским вокзаломв Нью-Йорке и станцией Юнион (Union Station) в Вашингтоне были рассчитаны[уточнить] 2,5 часа, хотя в 1980 году у некоторых полуденных поездов расписание было увеличено до 4 часов.
В поездах имелись места бизнес-класса и первого класса.
Компания Amtrak заменила Metroliner на высокоскоростной Acela Express, который в коммерческих перевозках развивает скорость до 240 км/ч. Первые поезда Acela Express пошли в 2000 году, но из-за тогдашних проблем с оборудованием они полностью не заменили Metroliners, сделав это только в 2006 году.
Компания Amtrak продлила движение Metroliner, когда в 2002 и 2005 годах у  Acela Express возникли проблемы с тормозными системами. По мере ремонта составов количество поездов Metroliner сократилось до одного рейса туда и обратно каждый будний день. Окончательно оно было прекращен 27 октября 2006 года. 
Действующая в текущий момент Северо-восточная региональная служба (Northeast Regional) соответствует максимальной скорости службы Metroliner, но делает больше остановок и не предлагает места первого класса. До пандемии COVID-19 компания Amtrak курсировала по одному безостановочному поезду Acela в каждую сторону в будние дни, со временем в пути 2 часа 33 (или 35 минут в южном направлении), что сопоставимо с поездом Metroliner. По состоянию на 2023 год эти поезда не были восстановлены и самое быстрое время в пути теперь составляет 2 часа 45 минут, с остановками в Балтиморе, Уилмингтоне, Филадельфии (30th Street Station) и Ньюарке (Newark Penn Station).